# An Insatiable Violence
An Insatiable Violence är det kanadensiska technical death metal-bandet Cryptopsys nionde studioalbum, utgivet i juni 2025 på Season of Mist. Albumet gavs även ut på vinyl.
Liksom föregångaren producerades och mixades skivan av bandets gitarrist Christian Donaldson. Skivomslaget skapades av bandets tidigare och framlidne vokalist Martin Lacroix. Bandets tidigare sångare Mike DiSalvo bidrog med gästsång. En textvideo till "Dead Eyes Replete" släpptes, samt musikvideor till "Until There's Nothing Left" och "Malicious Needs", varav den senare i en censurerad och en ocensurerad version.

## Låtlista
1. "The Nimis Adoration" – 4:10
2. "Until There's Nothing Left" – 3:58
3. "Dead Eyes Replete" – 3:57
4. "Fools Last Acclaim" – 3:25
5. "The Art of Emptiness" – 4:15
6. "Our Great Deception" – 4:20
7. "Embrace the Nihility" – 3:50
8. "Malicious Needs" – 5:51

## Medverkande
Musiker
- Matt McGachy – sång
- Christian Donaldson – gitarr
- Oliver Pinard – basgitarr
- Flo Mounier – trummor

Bidragande musiker
- Mike DiSalvo – sång

Produktion
- Christian Donaldson – producent, inspelningstekniker, mixning, mastering
- Martin Lacroix – omslagskonst